# Höfchenstal
Höfchenstal ist eine Ortslage in der Stadt Leichlingen (Rheinland) im Rheinisch-Bergischen Kreis.

## Lage und Beschreibung
Der Ort liegt nordöstlich vom Leichlinger Kernort in der Gipfellage des Wupperbergs, die nach Norden im Naturschutzgebiet Wupperhänge mit Seitensiefen und der Wupper nördlich Witzhelden und Leichlingen steil zum Unteren Wuppertal abfällt. Östlich von Höfchenstal fließt der St. Heribert Bach.
Höfchenstal ist über eine Zufahrt von der Landesstraße L359 bei Sankt Heribert erreichbar, die auch die anderen Orte der Streusiedlung Grünscheid anbindet und auch in Höfchenstal den Namen Grünscheid trägt. Eine Umbenennung der Straße in Höfchenstal scheiterte 2013 an den Protesten der Anwohner.
Weitere Nachbarorte sind Paulinenhof, Fähr, Rödel, Hinterberg, Kempen, Bröden, Dierath, Hohlenweg, Pohligshof und Leysiefen.

## Geschichte
Der Ort entstand erst gegen Ende des 19. Jahrhunderts und ist erstmals in der Ausgabe 1893–95 des Messtischblatts Solingen der amtlichen topografischen Karte 1:25.000 unter dem Namen Höfchensthal verzeichnet. Die Schreibweise wechselte ab der Ausgabe 1984 zu Höfchenthal. Die Leichlinger Stadtverwaltung führt die Ortslage unter Höfchenstal.
Im ersten Drittel des 20. Jahrhunderts wurde am Ort ein Wasserturm errichtet, der bis in die 1970er/1980er Jahre Bestand hatte.